# Nati nel 1784
| Questa pagina contiene informazioni ricavate automaticamente dalle voci biografiche con l'ausilio del template Bio e di un bot. L'aggiornamento è periodico e automatico e ricostruisce completamente la pagina. Se manca una persona in questa lista, sei pregato di non aggiungerla, ma accertati piuttosto che la sua voce biografica contenga il template Bio e che i dati anagrafici siano correttamente compilati. Se il template Bio manca, inseriscilo tu stesso o, in alternativa, metti l'avviso {{tmp\|Bio}} che ne segnala la mancanza. Se i dati riportati sono sbagliati, correggi direttamente la voce biografica; le modifiche saranno visibili in questa lista entro pochi giorni. Per chiarimenti vedi il progetto biografie. La lista contiene solo le 211 persone che sono citate nell'enciclopedia e per le quali è stato implementato correttamente il template Bio. Pagina aggiornata al 10 ago 2025. |

## Gennaio(12)
- 1º gennaio - Michail Petrovič Barataev, funzionario, numismatico e nobile russo († 1856)
- 2 gennaio - Ernesto I di Sassonia-Coburgo-Gotha, duca († 1844)
- 4 gennaio - François Rude, scultore francese († 1855)
- 16 gennaio - Joseph Warlencourt, pittore belga († 1845)
- 17 gennaio - Philippe Antoine d'Ornano, generale francese († 1863)
- 18 gennaio - Matteo Brandani, fantino italiano († 1840)
- 21 gennaio - Peter de Wint, pittore inglese († 1849)
- 21 gennaio - Edmund Lockyer, militare e esploratore britannico († 1860)
- 21 gennaio - Carlo Augusto del Palatinato-Zweibrücken, nobile e militare tedesco († 1812)
- 26 gennaio - Joseph de Cadoudal, generale francese († 1852)
- 28 gennaio - Matija Vertovc, storico e agronomo sloveno († 1851)
- 29 gennaio - George Hamilton Gordon, IV conte di Aberdeen, politico e ambasciatore inglese († 1860)

## Febbraio(15)
- 2 febbraio - John Fane, XI conte di Westmorland, politico, generale e ambasciatore inglese († 1859)
- 5 febbraio - William Barry Taylor, politico statunitense († 1835)
- 6 febbraio - Claude-Étienne Chaillou des Barres, avvocato, politico e scrittore francese († 1857)
- 7 febbraio - José Maria de Almeida Sá e Meneses, nobile portoghese († 1827)
- 12 febbraio - Marie Ommeganck, pittrice belga († 1857)
- 14 febbraio - Heinrich Joseph Baermann, clarinettista tedesco († 1847)
- 15 febbraio - Camille Montagne, medico, botanico e micologo francese († 1866)
- 20 febbraio - Giambattista Bassi, pittore italiano († 1852)
- 22 febbraio - John Eatton Le Conte, naturalista, entomologo e botanico statunitense († 1860)
- 23 febbraio - Richard Church, generale irlandese († 1873)
- 23 febbraio - Alfonso Testa, filosofo e politico italiano († 1860)
- 27 febbraio - Edward Boxer, ammiraglio inglese († 1855)
- 28 febbraio - Isabella Colbran, cantante e compositrice spagnola († 1845)
- 29 febbraio - Leo von Klenze, architetto, pittore e scrittore tedesco († 1864)
- 29 febbraio - John E. Wool, generale statunitense († 1869)

## Marzo(15)
- 5 marzo - Louis Henry, ballerino e coreografo francese († 1836)
- 5 marzo - Antonio Mazzetti, magistrato e letterato italiano († 1841)
- 5 marzo - Al-Husayn II ibn Mahmud, sovrano tunisino († 1835)
- 9 marzo - Alois Ugarte, politico e nobile boemo († 1845)
- 12 marzo - William Buckland, teologo, geologo e paleontologo inglese († 1856)
- 12 marzo - Niccolò Chiarini, fantino italiano († 1836)
- 15 marzo - Ermes Visconti, letterato italiano († 1841)
- 18 marzo - Benjamin Bathurst, diplomatico inglese
- 19 marzo - José Prudencio Padilla, militare colombiano († 1828)
- 23 marzo - Tom Molineaux, pugile statunitense († 1818)
- 25 marzo - François-Joseph Fétis, musicologo, compositore e docente belga († 1871)
- 25 marzo - Luigi Laterza, vescovo cattolico italiano († 1860)
- 27 marzo - Sándor Kőrösi Csoma, filologo, linguista e orientalista ungherese († 1842)
- 29 marzo - Luigi Blanch, economista, politico e storico italiano († 1872)
- 29 marzo - Francesco Icheri di Malabaila, vescovo cattolico italiano († 1845)

## Aprile(12)
- 3 aprile - Karl August Förster, letterato e traduttore tedesco († 1841)
- 5 aprile - Louis Spohr, compositore, violinista e direttore d'orchestra tedesco († 1859)
- 7 aprile - Rafael del Riego, generale e politico spagnolo († 1823)
- 7 aprile - Aleksandr Ivanovič Turgenev, storico e funzionario russo († 1845)
- 8 aprile - Dionisio Aguado, chitarrista e compositore spagnolo († 1849)
- 8 aprile - Emanuele Fenzi, banchiere, imprenditore e politico italiano († 1875)
- 13 aprile - Friedrich von Wrangel, generale tedesco († 1877)
- 17 aprile - Luigi Chitti, economista e filosofo italiano († 1853)
- 17 aprile - Feliciano Gattinara di Gattinara, militare italiano († 1854)
- 26 aprile - Marco Fortini, presbitero e patriota italiano († 1848)
- 27 aprile - Friedrich August Benjamin Puchelt, patologo tedesco († 1845)
- 30 aprile - Montagu Bertie, V conte di Abingdon, nobile britannico († 1854)

## Maggio(13)
- 4 maggio - Heinrich Boie, zoologo tedesco († 1827)
- 4 maggio - Juan Agustín Maza, avvocato e politico argentino († 1830)
- 4 maggio - Rubens Peale, artista statunitense († 1865)
- 5 maggio - Maria Elisabetta in Baviera, principessa tedesca († 1849)
- 8 maggio - Vincenzo Lanza, medico e politico italiano († 1860)
- 9 maggio - Heinrich von Holleben, generale e scrittore prussiano († 1864)
- 9 maggio - Giorgio di Oldenburg, principe († 1812)
- 10 maggio - Carlo Filangieri, principe di Satriano, generale e politico italiano († 1867)
- 12 maggio - James Sheridan Knowles, attore teatrale e scrittore irlandese († 1862)
- 16 maggio - Giuseppe Menghetti, fantino italiano († 1806)
- 25 maggio - John Frost, rivoluzionario britannico († 1877)
- 29 maggio - Charles Jenkinson, III conte di Liverpool, nobile e politico inglese († 1851)
- 31 maggio - Giuseppe Vallardi, editore e tipografo italiano († 1861)

## Giugno(16)
- 1º giugno - Pietro Sella, imprenditore italiano († 1827)
- 3 giugno - William Yarrell, naturalista britannico († 1856)
- 4 giugno - Adam Czarnocki, archeologo e slavista polacco († 1825)
- 6 giugno - Domenico Udine Nani, pittore italiano († 1850)
- 7 giugno - Carlo Troya, storico e politico italiano († 1858)
- 8 giugno - Marie-Antoine Carême, cuoco e scrittore francese († 1833)
- 14 giugno - Francesco Morlacchi, compositore italiano († 1841)
- 16 giugno - Benedictus Gotthelf Teubner, tipografo tedesco († 1856)
- 17 giugno - James Nelson Barker, drammaturgo, saggista e poeta statunitense († 1858)
- 17 giugno - Friedrich Thiersch, pedagogista e filologo tedesco († 1860)
- 21 giugno - Rosario Vincenzo Benza, vescovo cattolico italiano († 1847)
- 23 giugno - Giuseppe Alliata di Villafranca, politico e imprenditore italiano († 1844)
- 24 giugno - Juan Antonio Lavalleja, politico uruguaiano († 1853)
- 27 giugno - Carlo d'Assia-Philippsthal-Barchfeld, nobile († 1854)
- 29 giugno - Alejandro María Aguado, banchiere spagnolo († 1842)
- 30 giugno - George Thomas Napier, generale britannico († 1855)

## Luglio(12)
- 5 luglio - Leopoldo Nobili, fisico e inventore italiano († 1835)
- 7 luglio - Wilibald Swibert Joseph Gottlieb von Besser, botanico austriaco († 1842)
- 12 luglio - Juan Mora Fernández, politico costaricano († 1854)
- 14 luglio - Paolo Pronio, generale italiano († 1853)
- 16 luglio - Jacopo Ferretti, librettista e poeta italiano († 1852)
- 21 luglio - Jørgen Herman Vogt, politico norvegese († 1862)
- 22 luglio - Friedrich Wilhelm Bessel, matematico, astronomo e geodeta tedesco († 1846)
- 25 luglio - Richard William Howard Vyse, egittologo e antropologo britannico († 1853)
- 27 luglio - Denis Vasil'evič Davydov, poeta e militare russo († 1839)
- 27 luglio - George Onslow, compositore francese († 1853)
- 30 luglio - Giovanni Ignazio Pansoya, letterato e politico italiano († 1851)
- 30 luglio - Leopold Schefer, poeta, scrittore e compositore tedesco († 1862)

## Agosto(12)
- 2 agosto - Carlo Giuseppe Beraudo di Pralormo, diplomatico e politico italiano († 1855)
- 4 agosto - Ciro Cuciniello, architetto italiano († 1847)
- 6 agosto - Heinrich Hössli, scrittore svizzero († 1864)
- 8 agosto - Camillo Ugoni, letterato e patriota italiano († 1855)
- 13 agosto - Teresa Belloc-Giorgi, contralto italiano († 1855)
- 14 agosto - Francesco Capaccini, cardinale italiano († 1845)
- 15 agosto - Isacco Samuele Reggio, rabbino, filosofo e pedagogo italiano († 1855)
- 25 agosto - George Eden, I conte di Auckland, politico inglese († 1849)
- 25 agosto - Guglielmo Manzi, letterato italiano († 1821)
- 27 agosto - Giovan Battista Pagani, politico e giurista italiano († 1864)
- 28 agosto - Nicaise Augustin Desvaux, botanico francese († 1856)
- 30 agosto - Aleksandr Ivanovič Kutajsov, generale e nobile russo († 1812)

## Settembre(12)
- 2 settembre - Davide Bertolotti, scrittore e giornalista italiano († 1860)
- 2 settembre - Leicester Stanhope, V conte di Harrington, nobile e ufficiale inglese († 1862)
- 4 settembre - William Pope Duval, politico statunitense († 1854)
- 4 settembre - Friedrich Jäger von Jaxtthal, oculista austriaco († 1871)
- 11 settembre - Lodovico Pavoni, presbitero italiano († 1849)
- 13 settembre - Boris Alekseevič Kurakin, diplomatico russo († 1850)
- 15 settembre - Cipriano de Portocarrero, nobile spagnolo († 1839)
- 16 settembre - Salvatore Vigo Platania, politico, patriota e storico italiano († 1874)
- 21 settembre - Carl Thomas Mozart, funzionario austriaco († 1858)
- 24 settembre - Giuseppe Francesco Médail, imprenditore e mercante italiano († 1844)
- 26 settembre - Christopher Hansteen, geofisico, astronomo e fisico norvegese († 1873)
- 29 settembre - Girolamo Luxardo, imprenditore e diplomatico italiano († 1865)

## Ottobre(22)
- 1º ottobre - Giacomo Angelo Lotti, avvocato, notaio e politico svizzero († 1850)
- 3 ottobre - Johann Karl Ehrenfried Kegel, agronomo e esploratore tedesco († 1863)
- 3 ottobre - Louise Lehzen, tedesca († 1870)
- 3 ottobre - Ithiel Town, architetto statunitense († 1844)
- 4 ottobre - Giovanni Emanuele Bidera, poeta e drammaturgo italiano († 1858)
- 10 ottobre - Johann Jakob Nef, politico, imprenditore e militare svizzero († 1855)
- 12 ottobre - Henry Alken, incisore inglese († 1851)
- 14 ottobre - Benedetto Brunati, architetto e ingegnere italiano († 1862)
- 14 ottobre - Ferdinando VII di Spagna, re († 1833)
- 15 ottobre - Thomas Robert Bugeaud, generale francese († 1849)
- 16 ottobre - George Coventry, VIII conte di Coventry, nobile e politico inglese († 1843)
- 17 ottobre - Fructuoso Rivera, politico e generale uruguaiano († 1854)
- 19 ottobre - Georges-Pierre-Paul-Joseph Chaix, pittore francese († 1834)
- 19 ottobre - Leigh Hunt, saggista, poeta e scrittore inglese († 1859)
- 19 ottobre - Jean Baptiste McLoughlin, politico canadese († 1857)
- 20 ottobre - Henry John Temple, III visconte Palmerston, politico inglese († 1865)
- 24 ottobre - Moses Montefiore, imprenditore e filantropo italiano († 1885)
- 27 ottobre - Giovanni Battista Pianciani, gesuita italiano († 1862)
- 28 ottobre - Pietro Betti, medico italiano († 1863)
- 28 ottobre - José Tadeo Monagas, politico venezuelano († 1868)
- 29 ottobre - Vincenza Gerosa, religiosa italiana († 1847)
- 30 ottobre - Mary Austin Holley, scrittrice statunitense († 1846)

## Novembre(18)
- 3 novembre - Antonín Mánes, pittore ceco († 1843)
- 4 novembre - Giuseppe Bove, urbanista e architetto russo († 1834)
- 4 novembre - Friedrich Gottlieb Welcker, filologo classico e archeologo tedesco († 1868)
- 6 novembre - Laure Junot d'Abrantès, scrittrice francese († 1838)
- 6 novembre - Antonio Fontana, presbitero e pedagogista svizzero († 1865)
- 8 novembre - Teodor Narbutt, storico e ingegnere lituano († 1864)
- 10 novembre - Franco Andrea Bonelli, ornitologo e entomologo italiano († 1830)
- 15 novembre - Girolamo Bonaparte, re francese († 1860)
- 15 novembre - Luigi Deleidi, pittore italiano († 1853)
- 20 novembre - Cristoforo Ferretti, politico e militare italiano († 1869)
- 20 novembre - Marianne von Willemer, attrice e poetessa austriaca († 1860)
- 23 novembre - Giulietta Guicciardi, nobildonna austriaca († 1856)
- 24 novembre - Johann Ludwig Burckhardt, esploratore svizzero († 1817)
- 24 novembre - Zachary Taylor, politico e generale statunitense († 1850)
- 27 novembre - Augusto di Hohenlohe-Öhringen, principe e generale tedesco († 1853)
- 28 novembre - Giuseppe Bezzuoli, pittore italiano († 1855)
- 28 novembre - Ferdinand Ries, compositore e pianista tedesco († 1838)
- 29 novembre - William Legge, IV conte di Dartmouth, nobile inglese († 1853)

## Dicembre(16)
- 4 dicembre - Carlotta Federica di Meclemburgo-Schwerin, principessa danese († 1840)
- 6 dicembre - James Owen, politico statunitense († 1865)
- 7 dicembre - Ambrogio Berchet, patriota italiano († 1864)
- 7 dicembre - Allan Cunningham, scrittore e giornalista scozzese († 1842)
- 13 dicembre - Luigi d'Asburgo-Lorena, nobile († 1864)
- 13 dicembre - Pakubuwono V, sovrano indonesiano († 1823)
- 14 dicembre - Hortense Haudebourt-Lescot, pittrice francese († 1845)
- 14 dicembre - Maria Antonia di Borbone-Due Sicilie, principessa († 1806)
- 15 dicembre - Wenceslas Seweryn Rzewuski, orientalista polacco († 1831)
- 17 dicembre - Georg Ludolf Dissen, filologo classico tedesco († 1837)
- 19 dicembre - Marcus Morton, avvocato, giurista e politico statunitense († 1864)
- 19 dicembre - Giuseppe Neroni Cancelli, politico italiano († 1858)
- 20 dicembre - Giorgio Guglielmo di Schaumburg-Lippe, sovrano tedesco († 1860)
- 24 dicembre - Elena Pavlovna Romanova, nobile russa († 1803)
- 28 dicembre - Wilhelm Wachsmuth, filologo tedesco († 1866)
- 30 dicembre - Stephen Harriman Long, ingegnere, esploratore e militare statunitense († 1864)

## Senza giorno specificato(36)
- Georg Adam, pittore e incisore tedesco († 1823)
- Thomas John Anquetil, ufficiale britannico († 1842)
- Francesco Bagnara, scenografo, decoratore e architetto del paesaggio italiano († 1866)
- Bernard Barton, poeta britannico († 1849)
- Lorenzo Berlese, abate e botanico italiano († 1863)
- William Wilberforce Bird, diplomatico e politico britannico († 1857)
- Giovanni Boccomini, attore teatrale italiano († 1836)
- Luigi Candiani, imprenditore italiano († 1845)
- Carlo Ottavio Castiglioni, filologo, orientalista e numismatico italiano († 1849)
- Boris Antonovič Četvertinskij, nobile e ufficiale russo († 1865)
- Ludwig Charlemagne, architetto russo († 1845)
- Ahmed Bey, politico ottomano († 1851)
- John Davis, navigatore e esploratore britannico
- Gavriil Ivanovič Davydov, navigatore russo († 1809)
- Anselme Gaëtan Desmarest, zoologo e medico francese († 1838)
- Charles Dupin, matematico francese († 1873)
- Diogo Antônio Feijó, politico brasiliano († 1853)
- Jean-Basile Folliet, politico francese († 1866)
- Nikolaj Sergeevič Gagarin, nobile e politico russo († 1842)
- Giuseppe Maria de Gerbaix, generale italiano († 1863)
- Nikolaj Ivanovič Gnedič, poeta russo († 1833)
- Hans Jonatan, militare e agricoltore danese († 1827)
- Zorawar Singh Kahluria, generale indiano († 1841)
- Sebastiano Montallegri, patriota e militare italiano († 1837)
- Don Pacifico, diplomatico britannico († 1854)
- Antonio Pestalozza, politico italiano († 1865)
- Willard Phillips, giurista statunitense († 1873)
- Giuseppe Pisano, brigante italiano († 1811)
- Antonio Quiroga, militare spagnolo († 1841)
- Giovanni Battista Sangiorgi, pittore italiano († 1877)
- Filippo Schizzati, politico e magistrato italiano († 1877)
- Ludovico Stanzani, architetto e numismatico italiano († 1872)
- Gasim bey Zakir, poeta azero († 1857)
- Attilio Zuccagni-Orlandini, cartografo e geografo italiano († 1872)
- Sabah II Al Sabah, sovrano kuwaitiano († 1866)
- Antonio de Pian, pittore e incisore austriaco († 1851)